# Richard Stanhope
Richard Courtney Stanhope (født 27. april 1957 i Blackpool, England) er en engelsk tidligere roer.
Stanhope var med i Storbritanniens otter, der vandt sølv ved OL 1980 i Moskva. Briterne blev i finalen kun besejret af Østtyskland, der vandt guld, mens Sovjetunionen tog bronzemedaljerne. Den øvrige besætning i briternes båd var Duncan McDougall, Allan Whitwell, Henry Clay, Andrew Justice, Andrew Justice, John Pritchard, Malcolm McGowan og styrmand Colin Moynihan. Han deltog også ved både OL 1984 i Los Angeles, OL 1988 i Seoul og OL 1992 i Barcelona, uden dog at vinde medalje ved nogen af disse lege.

## OL-medaljer
- 1980:  Sølv i otter